# Bradley Walker Tomlin
Bradley Walker Tomlin (Siracusa, Nueva York, 19 de agosto de 1899 - St. Vincent’s Hospital, Ciudad de Nueva York, 11 de mayo de 1955) fue un pintor estadounidense. Estudió pintura en Londres y en 1923 se trasladó a París, donde recibió la influencia del trabajo de los postimpresionistas, y sobre todo de Picasso y Braque. En 1936 su estilo se modificó en contacto con el dadaísmo y el surrealismo. Posteriormente se decantó por la pintura abstracta y recibió la influencia de Gottlieb y Pollock.
También realizó trabajos para la portada de revistas como Vogue y House and garden.
- Datos: Q551865
- Multimedia: Bradley Walker Tomlin / Q551865